# Wirteliges Kristallsystem
Unter einem wirteligen Kristallsystem (zu Wirtel, einer radiärsymmetrischen Blattanordnung) versteht man ein Kristallsystem, in dem genau eine Drehachse eine Zähligkeit höher als 2 besitzt.
Mit diesem Begriff werden zusammengefasst:
- das trigonale Kristallsystem (Zähligkeit 3)
- das tetragonale Kristallsystem (Zähligkeit 4)
- das hexagonale Kristallsystem (Zähligkeit 6).

In diesen Kristallsystemen wird diese ausgezeichnete Achse in die kristallographische c-Richtung gelegt (optische Achse).
Nach dem neumannschen Prinzip haben alle Eigenschaftstensoren 2. Stufe in den wirteligen Kristallsystemen zwei unterschiedliche Eigenwerte und eine Hauptachse in c-Richtung. So sind z. B. alle  Kristalle dieser Kristallsysteme optisch einachsig, d. h. sie sind doppelbrechend, und die optische Achse liegt in der Richtung der kristallographischen c-Achse.